# 阿魯維米河

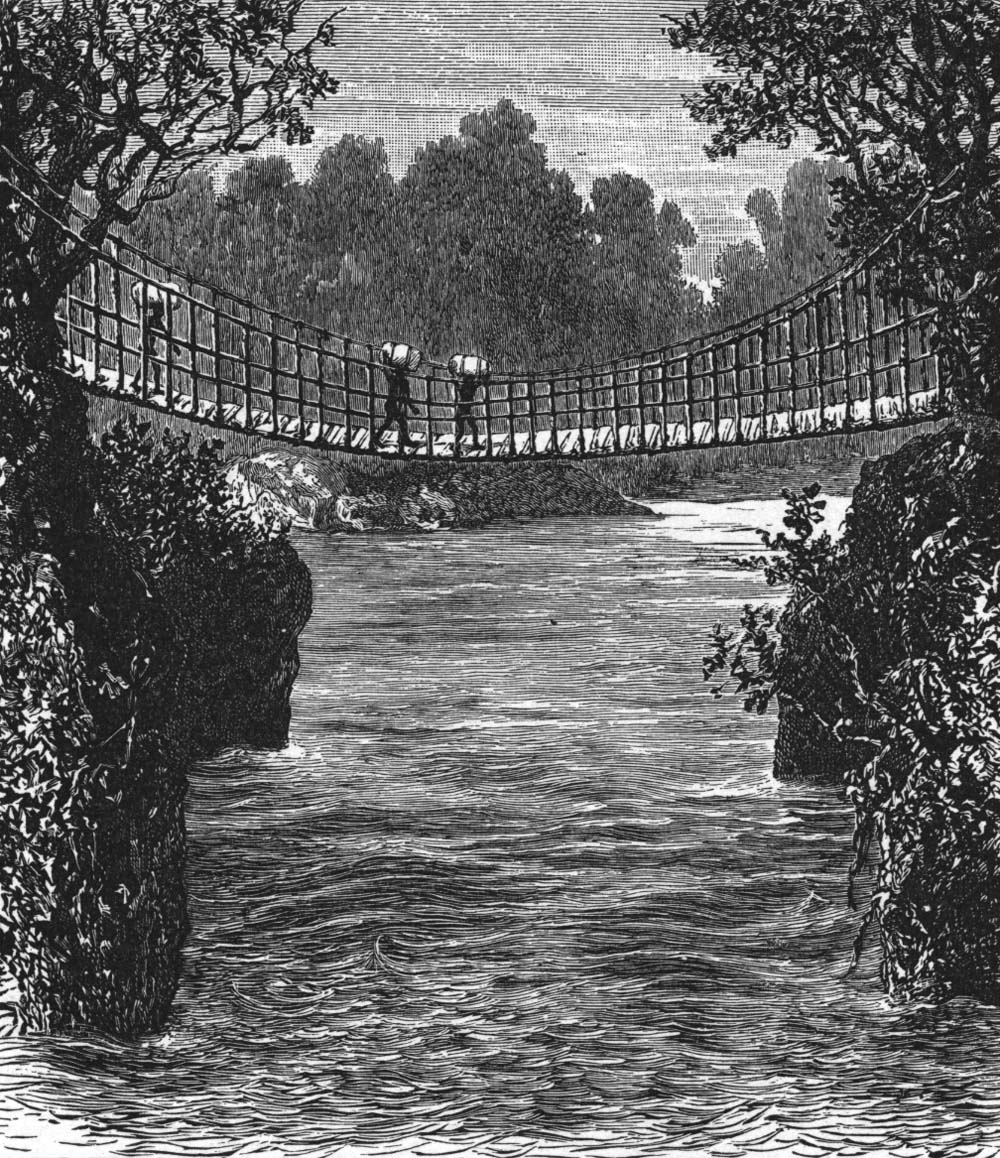
阿魯維米河

阿魯維米河（Aruwimi River）是剛果河的支流，位於剛果民主共和國的北部和東部，上游称为伊图里河（Ituri River）。河道全長約1,300公里（約800英哩），在與剛果河匯流時河道闊度1.5公里。
阿魯維米河的河域幾乎全是密林，沿途有多個村落。